# Difusòmetre

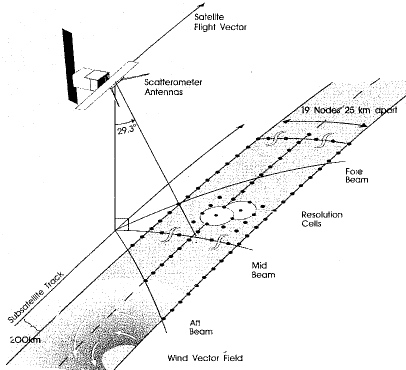
Difusòmetre

Un  difusòmetre de radar  (de vegades anomenat  escatòmetre ) es va dissenyar per a determinar la "secció eficaç normalitzada de radar" (sigma-0) de la superfície de la Terra. Els difusòmetres operen transmetent un impuls d'energia de microones contra la superfície de la Terra, i mesurant l'energia reflectida. Una mesura separada de la potència només en soroll es fa i se substrau de la mesura del "senyal de soroll" i així es determina la potència del senyal backscatter. La secció Sigma-0 es computa a partir del mesurament de potència del senyal usant l'equació de "blanc distribuït" del radar.
Les aplicacions principals de la difusometria espacial han estat les mesures de vent prop de la superfície sobre un oceà. Combinant els mesuraments de sigma-0 de diferents angles d'azimut, el vector vent prop de la superfície sobre la superfície oceànica es pot determinar fent servir un model de funció geofísica (GMF) relacionant vent i difusometria. Els mesuraments dinamomètrics de vent són particularment útils per a monitorar huracans. Les seves dades s'apliquen a l'estudi de la vegetació tropical, humitat del sòl, gel polar, canvi climàtic global.